# Hermann Friedrich Emmrich

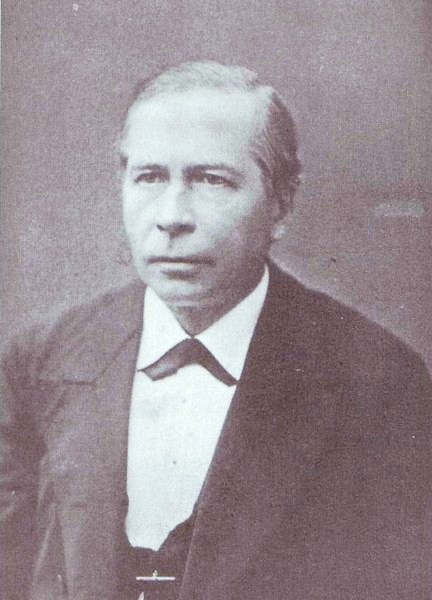
Hermann Friedrich Emmrich

Hermann Friedrich Emmrich (* 7. Februar 1815 in Meiningen; † 24. Januar 1879 ebenda) war ein deutscher Lehrer, Geologe und Paläontologe.
Er war der Sohn des Oberhofpredigers und Konsistorialrates Georg Karl Friedrich Emmrich (1773–1837). Er studierte 1834 zunächst Theologie an der Universität Göttingen und dann Naturwissenschaften an den Universitäten München und Berlin. 1838 wurde er als Nachfolger von Friedrich August Quenstedt Assistent bei Christian Samuel Weiss und 1839 an der Friedrich-Wilhelms-Universität Berlin über Trilobiten promoviert. Anschließend wurde er Lehrer und ab 1870 als Nachfolger des Pädagogen und Physikers Karl Wilhelm Knochenhauer Gymnasialdirektor der Realschule in Meiningen.
1848 heiratete er in Neubrandenburg Adolfine Johanna Emilie Müller (Tochter des Hofrats Friedrich Andreas Müller) und hatte vier Söhne und vier Töchter.
Emmrich befasste sich zunächst mit der Geologie von Thüringen und Franken und wandte sich dann den Alpen zu. Er kartierte in Südtirol (Gadertal, St. Kassian, Seiser Alm) und erstellte ein später von anderen Autoren bestätigtes Trias-Profil und eine Trias-Gliederung von Südtirol. 1846 kartierte er in Berchtesgaden und Salzburg und erstellte als Erster eine zutreffende Gliederung der Jura und Kreide am Nordrand der Bayerischen Alpen. Er untersuchte auch die tertiäre Molasse in Oberbayern. 1873 untersuchte er die Erosion der Trias-Schichten in Thüringen. 1849 wurde er als Mitglied (lfd. Nr. 30 von 170 Mitgliedern) in die Ende Dezember 1848 neu gegründete Deutsche Geologische Gesellschaft aufgenommen. 1875 wurde ihm vom Herzog das Prädikat Hofrat verliehen. Zum 1. Dezember 1875 gelang es Emmrich, den Geologen Hermann Pröscholdt als Lehrkraft für die Realschule Meiningen zu gewinnen.
Als Paläontologe befasste er sich vor allem mit Trilobiten. Er untersuchte auch Fossilien von Wirbeltieren (Kaltennordheim in der Rhön) und Schnecken (Braunkohle der Rhön).
Er benannte die Trilobiten Gattung Phacops (1839), Odontopleura (1839) und Trinucleus (1844).
Die Trilobiten-Gattung Emmrichops wurde ihm zu Ehren benannt (Marek 1961).
Nach seinem Tod wurde sein Bruder Anton Emmrich (1820–1897) sein Nachfolger als Rektor des Realgymnasiums Meiningen. Seine Arbeit als Mitarbeiter für die geologische Landesaufnahme wurde durch den Meininger Ingenieur und späteren Bergrat W. Frantzen und Hermann Pröscholdt weitergeführt.

## Schriften
- De Trilobitis. Dissertation, Friedrich-Wilhelms-Universität Berlin, 1839[3]
- Zur Naturgeschichte der Trilobiten. Programm der Realschule Meiningen, 1844
- Über die Trilobiten. In: Neues Jahrbuch für Mineralogie, Geognosie,  Geologie und Petrefaktenkunde, E. Schweizerbart´sche Verlagshandlung, Stuttgart 1845, S. 18–62 Digitalisat, Tafel I Digitalisat
- Geognostische Notizen über den Alpenkalk und seine Gliederung im bairischen Gebirge. Zeitschrift der Deutschen Geologischen Gesellschaft, Band I, 1849, S. 263–288 Digitalisat
- Der Muschelkalk bei Meiningen. Zeitschrift der deutschen Geologischen Gesellschaft, Band II, 27 – 38, Berlin 1850 Digitalisat
- Geognostisches aus dem Gebiet der bairischen Traun und ihrer Nachbarschaft. Zeitschrift der Deutschen Geologischen Gesellschaft, Band IV, 1852, S. 83–95 Digitalisat
- Skizze der geognostischen Verhältnisse des Herzogthums S. Meiningen. Programm der Realschule Meiningen, 1856
- Geologische Geschichte der Alpen. Jena 1874
- Zur Geologie der Umgegend von Meiningen. III. Das Grabfeld. Programm der Realschule Meiningen, 1876 Digitalisat